# Bahama-szigeteki lombjáró
A Bahama-szigeteki lombjáró (Setophaga flavescens) a madarak osztályának verébalakúak (Passeriformes) rendjébe és az újvilági poszátafélék (Parulidae) családjába tartozó faj.

## Rendszerezése
A fajt W. E. Clyde Todd amerikai ornitológus írta le 1909-ben, a Dendroica nembe Dendroica flavescens néven.

## Előfordulása
A Bahama-szigetek területén honos. Természetes élőhelyei a szubtrópusi vagy trópusi síkvidéki esőerdők. Állandó, nem vonuló faj.

## Természetvédelmi helyzete
Az elterjedési területe kicsi és csökken, egyedszáma 500-1200 példány közötti és szintén csökken. A Természetvédelmi Világszövetség Vörös listáján veszélyeztetett fajként szerepel.